# Frank T. Mildren

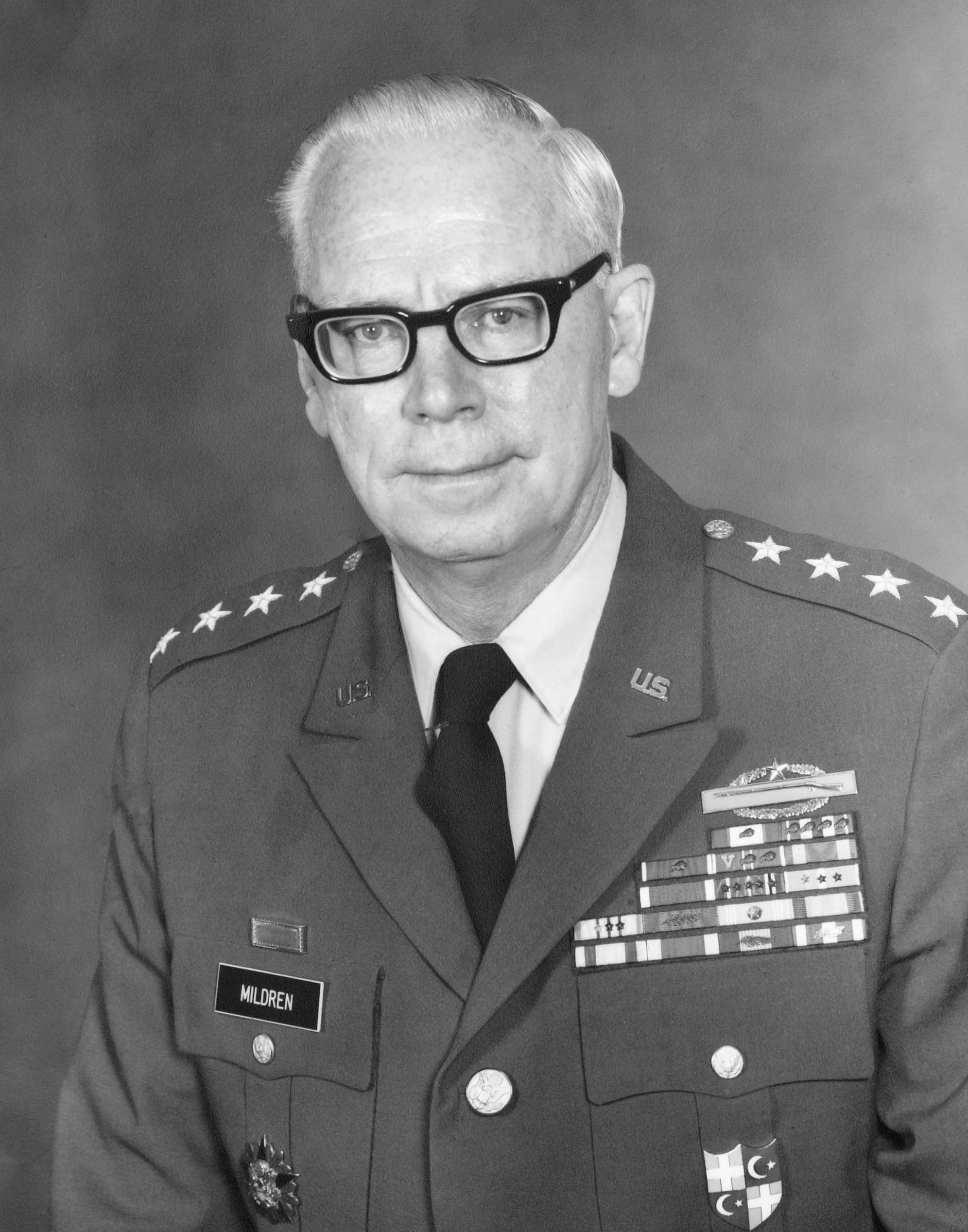
Frank T. Mildren

Frank Thomas Mildren (* 8. Juli 1913 in Pima, Graham County, Arizona; † 14. September 1990 in Baltimore, Maryland) war ein Viersterne-General der United States Army. Er war unter anderem Kommandeur der Alliierten Landstreitkräfte für Südosteuropa in Neapel.
Frank Mildren wuchs in Las Vegas in Nevada auf. Nach der High School begann er ein Studium an der University of Nevada. Zwischen 1936 und 1939 durchlief er die United States Military Academy in West Point. Nach seiner Graduation wurde er als Leutnant der Infanterie zugeteilt. In der Armee durchlief er anschließend alle Offiziersränge vom Leutnant bis zum Viersterne-General. Zunächst wurde er zu einer Infanterieeinheit in Fort Sam Houston beordert. Während des Zweiten Weltkriegs war Mildren auf dem europäischen Kriegsschauplatz eingesetzt. Er nahm an der Operation Overlord, der Landung der Alliierten in Frankreich, teil und kämpfte sich dann mit seiner Einheit durch Frankreich bis nach Deutschland vor.
Nach dem Krieg wurde er zunächst Stabsoffizier bei der 2. Infanteriedivision. Anschließend absolvierte er das Command and General Staff College (1946), ehe er im Department of the Army in Washington, D.C. als Stabsoffizier in der für Planungen und Operationen zuständigen Abteilung G3 eingesetzt wurde. 1949 studierte er am Armed Forces Staff College und im Jahr 1955 absolvierte er auch das National War College.
Frank Mildren nahm am Koreakrieg teil. Dort war er sowohl als Stabsoffizier als auch als im Kommandobereich eingesetzt und war an einigen Gefechten beteiligt. Danach bekleidete er wieder einige Stellen als Stabsoffizier unter anderem als Leiter der Personalabteilung (G1) im Heeresministerium. Im Jahr 1960 erfolgte seine Beförderung zum Brigadegeneral. Es folgte seine Versetzung zum Stab der 24. Infanteriedivision, die damals in Deutschland stationiert war. Anschließend wurde er Stabschef bei der 5. Armee. Zwischen Juni 1962 und März 1964 kommandierte Frank Mildren, inzwischen als Generalmajor, die 3. Infanteriedivision, deren Hauptquartier sich in Würzburg befand.
Nach einer weiteren Beförderung zum Generalleutnant übernahm er im Juli 1965 das Kommando über das VII. Corps. Dieses übte er bis Mai 1968 aus. Es folgte seine Versetzung nach Vietnam, wo er im Vietnamkrieg zwischen 1968 und 1970 stellvertretender Kommandeur der United States Army, Vietnam war. Danach wurde er ebenfalls stellvertretender Kommandeur des US Continental Army Commands in Fort Monroe in Virginia. Nach einer neuerlichen und letzten Beförderung zum Viersterne-General wurde er im April 1971 Kommandeur der Alliierten Landstreitkräfte für Südosteuropa in Neapel. Dieses Kommando behielt er bis August 1973. Anschließend ging er in den Ruhestand.
Frank Mildren starb am 14. September 1990 in Baltimore und wurde auf dem Nationalfriedhof in Fort Sam Houston in Texas beigesetzt.

## Orden und Auszeichnungen
Frank Mildren erhielt im Lauf seiner militärischen Laufbahn unter anderem folgende Auszeichnungen:
- Army Distinguished Service Medal  (3-mal)
- Silver Star (5-Mal)
- Legion of Merit (2-Mal)

Außer diesen Auszeichnungen erhielt er zahlreiche weitere US-amerikanische, aber auch ausländische Orden z. B. aus Frankreich, Südkorea, Südvietnam oder Luxemburg.